# Mario Brunetta
Mario Brunetta (Québec, 25 gennaio 1967) è un ex hockeista su ghiaccio canadese naturalizzato italiano, di ruolo portiere.

## Carriera

### Club
Brunetta fu scelto al Draft 1985 all'ottavo giro (162° scelta assoluta) dai Quebec Nordiques, mentre giocava nella lega giovanile QMJHL con i Quebec Remparts. Rimase poi per altre due stagioni in quel campionato, ma coi Lava Titan.
Dal 1987 cominciò la carriera nell'hockey professionistico, dove per tre stagioni si divise tra la National Hockey League (coi Nordiques) ed i farm team della squadra canadese in AHL (nella prima stagione Fredericton Express, poi con gli Halifax Citadels).
Le apparizioni in NHL si ridussero a sole 3 nell'ultima stagione, e Brunetta preferì accasarsi in Italia: dalla stagione 1990-91 e per tre anni indossò la casacca giallorossa dell'Asiago Hockey AS. Poi si trasferì a Milano ai Devils, con cui da back-up (ovvero portiere di riserva) vinse lo scudetto 1993-94. In quella stessa stagione venne convocato per la prima volta nella Nazionale italiana. L'anno dopo divenne titolare, ma la squadra non riuscì a ripetersi.
Passò quindi ai AS Mastini Varese Hockey, per una stagione. Dalla stagione 1996-97 si trasferì nel campionato tedesco, dove fu per tre stagioni portiere titolare degli Eisbären Berlin con cui prese parte anche ad una edizione della EHL, la coppa dei campioni. Dopo una stagione in Elitserien con il Frölunda HC (1999-2000), tornò a giocare nel campionato tedesco, ma in seconda serie con l'ERC Ingolstadt per due stagioni.
Ha chiuso la carriera al termine della stagione 2002-2003 giocata con i Quebec Aces nella lega semiprofessionistica QSPHL.

### Nazionale
In Nazionale giocò i mondiali del 1995, le Olimpiadi di Nagano 1998 ed i mondiali dello stesso anno. Le presenze totali sono state 21.

## Palmarès

### Club
- Campionato italiano: 1

Devils Milano: 1993-1994
- Coppa Italia: 1

Asiago: 1991
- IIHF Federation Cup: 1

Varese: 1995-1996